# Rachny-Lissowi
Rachny-Lisowi (ukrainisch Рахни-Лісові; russisch Рахны-Лесовые Rachny-Lessowyje, polnisch Rachny Lasowe) ist ein Dorf im Zentrum der ukrainischen Oblast Winnyzja mit etwa 5000 Einwohnern (2016)
und einer Fläche von 6,85 km².

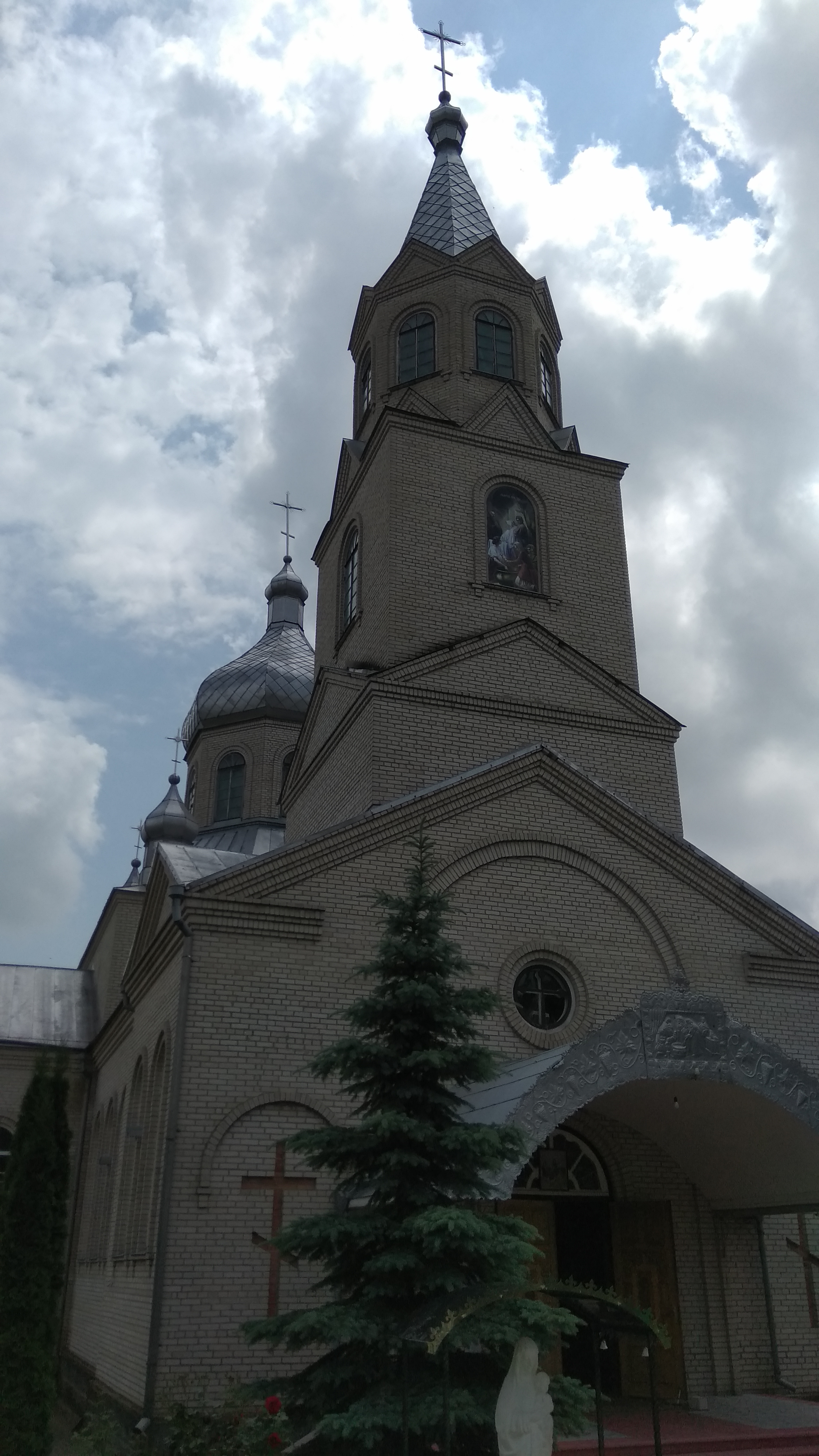
Kirche im Ort

Das 1607 gegründete Dorf besitzt eine Bahnstation an der Bahnstrecke Krasne–Odessa. Rachny-Lisowi liegt an der Regionalstraße P–36 39 km östlich vom ehemaligen Rajonzentrum Scharhorod und 8 km westlich von Schpykiw.
Am 12. Juni 2020 wurde das Dorf zum Zentrum der neugegründeten Siedlungsgemeinde Schpykiw, bis dahin bildete es die gleichnamige Landratsgemeinde Rachny-Lissowi (Рахнівсько-Лісова сільська рада/Rachniwsko-Lissowa silska rada) im Osten des Rajons Scharhorod.
Am 17. Juli 2020 kam es im Zuge einer großen Rajonsreform zum Anschluss des Rajonsgebietes an den Rajon Schmerynka.